# Asplenium gibberosum
Asplenium gibberosum är en svartbräkenväxtart som först beskrevs av Georg Forster, och fick sitt nu gällande namn av Georg Heinrich Mettenius. Asplenium gibberosum ingår i släktet Asplenium och familjen Aspleniaceae.

## Underarter
Arten delas in i följande underarter:
- A. g. pitcairnense
- A. g. rapense